# Барановский вулкан (Красноярский край)
Барановский — стратовулкан в Красноярском крае. Высота — 250 метров. Возраст вулкана не превышает 3 000 000 лет. Состав — лава андезитовой пирокластики. Крупное извержение произошло 57 000 лет назад, сформировавшее другой вулкан. Вулкан пережил несколько обвалов кальдеры. Кальдера сохранилась в южной части кратера где находится самая высокая точка вулкана — Пик Купол (Высота — 250 метров). Последнее извержение произошло в 490 году. В 1908 году недалеко от вулкана упал Тунгусский метеорит. Рядом с горой находятся озеро Чеко и кратер Ромейко.